# فیروز آی
فیروز آی (انگلیسی: Fairouz Ai؛ زادهٔ ۶ ژوئیهٔ ۱۹۹۳) صداپیشه اهل ژاپن است. وی از سال ۲۰۱۸ میلادی تاکنون مشغول فعالیت بوده‌است و اولین نقش اصلی خود را در نقش هیبیکی ساکورا، قهرمان انیمه دمبل‌هایی که بلند می‌کنید چقدر سنگین هستند؟ در ۲۰۱۹ بازی کرد. از برخی دیگر نقش‌های او در فیلم می‌توان به مرد تک مشتی، دکتر استون، فروتس بسکت و توکیو ریونجرز اشاره کرد. او همچنین در بازی‌های ویدئویی از جمله قهرمانان مدال آتش، داستان افرا، فیت/گراند اوردر و سایتوس صداپیشگی کرده‌است.

## زندگی شخصی
برادر بزرگتر او، گیهادو کادوتا، یک یخ‌نورد است که نمایندهٔ ژاپن در مسابقات است.